# Трусов, Михаил Трофимович
Михаил Трофимович Трусов (15 ноября 1907, Березовка, Тамбовская губерния — 3 января 1977, Кирсанов, Тамбовская область) — помощник командира эскадрильи 44-го скоростного бомбардировочного авиационного полка 55-й скоростной авиационной бомбардировочной бригады 7-й армии Северо-Западного фронта, капитан. Герой Советского Союза.

## Биография
Родился 15 ноября 1907 года в селе Березовка Тамбовской губернии (ныне — Умётского района Тамбовской области) в крестьянской семье. Русский. Член КПСС с 1931 года. Окончил пять классов. Был рабочим на железнодорожном строительстве Баку-Джульфа, затем ученик столяра, тракторист колхоза «Искра» Кирсановского района.
В 1929 году призван в ряды Красной Армии. В 1933 году окончил Сталинградскую военную школу лётчиков. Участник советско-финской войны 1939—1940 годов.
Помощник командира эскадрильи 44-го скоростного бомбардировочного полка капитан М. Т. Трусов к середине февраля 1940 года совершил 16 боевых вылетов на бомбардировку живой силы и техники противника.
10 февраля 1940 года девять самолётов СБ из 44-го скоростного бомбардировочного авиационного полка под прикрытием пятнадцати истребителей И-16 из 7-го истребительного авиационного полка бомбили оборонительные укрепления противника. В бомбардировщик старшего лейтенанта М. Ф. Мазаева попал зенитный снаряд, самолёт загорелся. Пришлось садиться Мазаеву на озеро, находившееся на территории врага. К самолёту побежали финны. Но наши истребители пулемётным огнём быстро прижали их ко льду. Тем временем ведущий звена СБ капитан М. Т. Трусов приземлился рядом с машиной М. Ф. Мазаева, забрал экипаж и, прикрываемый огнём истребителей, взлетел и вернулся на базу.
Указом Президиума Верховного Совета СССР от 21 марта 1940 года за образцовое выполнение боевых заданий командования и проявленные при этом отвагу и геройство капитану Михаилу Трофимовичу Трусову присвоено звание Героя Советского Союза с вручением ордена Ленина и медали «Золотая Звезда».
Этот подвиг описал известный писатель А. Твардовский в стихотворении «Высшая честь».
В боях Великой Отечественной войны с июня 1942 года. В 1942 году окончил курсы усовершенствования командного состава. Был командиром полка.

Могила Трусова М.Т. на военном кладбище в Кирсанове.

С 1945 года майор М. Т. Трусов — в запасе. Жил в городе Кирсанов Тамбовской области.
Скончался 3 января 1977 года. Похоронен на Кирсановском военном кладбище.
Награждён орденами Ленина, Красного Знамени, Красной Звезды, медалями.